# اس‌اف آمونیا
اس‌اف آمونیا (به انگلیسی: SF Ammonia) یک کشتی است که طول آن ۷۰٫۴ متر (۲۳۱ فوت) می‌باشد. این کشتی در سال ۱۹۲۹ ساخته شد.